# Miho Klaić
Miho Klaić (Ragusa di Dalmazia, 1829 – Zara, 1896) è stato un politico croato.

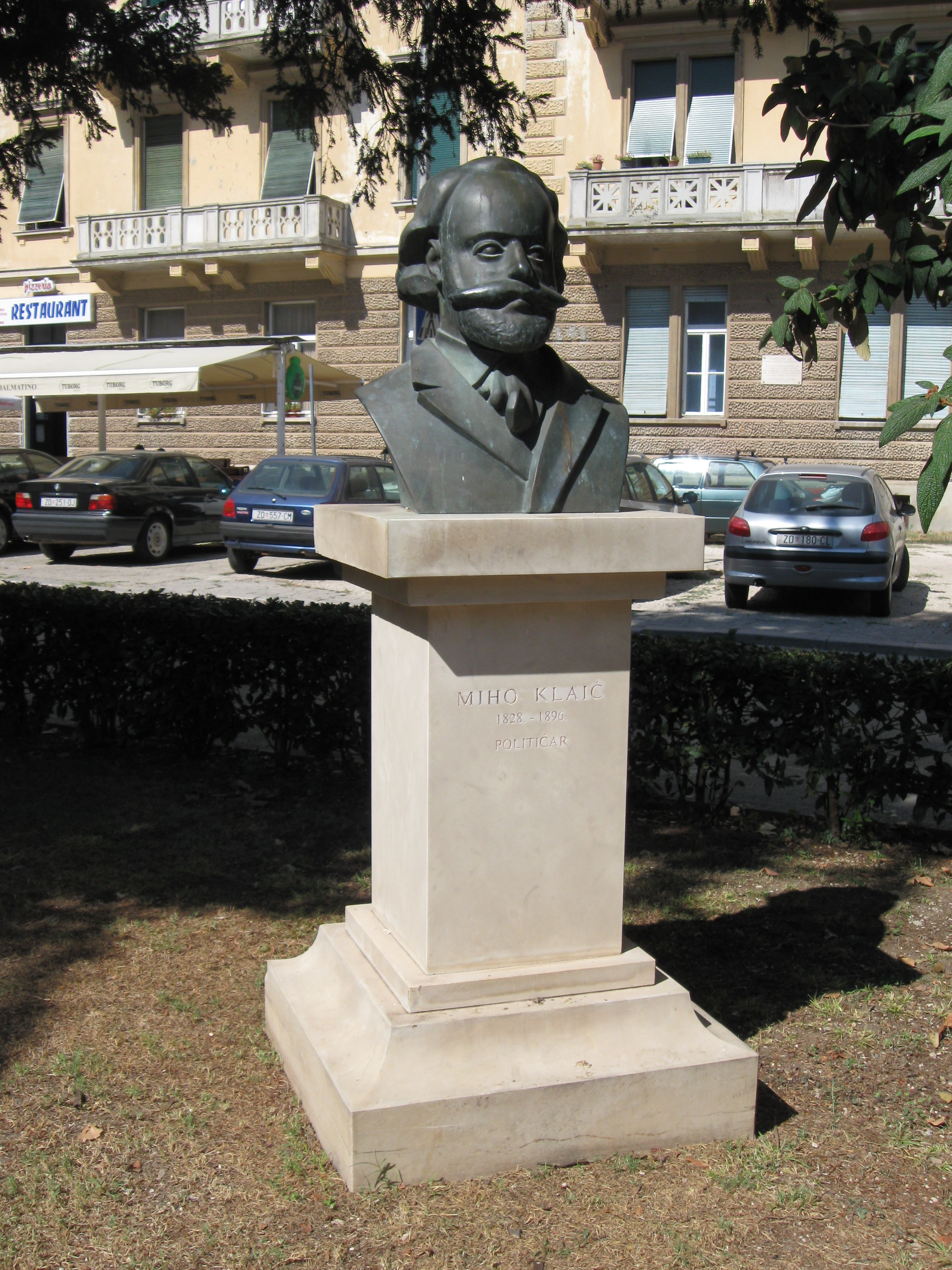
Il busto di Miho Klaić a Zara

Deputato alla dieta della Dalmazia dal 1861 al 1896, diresse per molti anni Il Nazionale, giornale dalmato.